# Viviers-lès-Offroicourt
Viviers-lès-Offroicourt è un comune francese di 30 abitanti situato nel dipartimento dei Vosgi nella regione del Grand Est.

## Società

### Evoluzione demografica
Abitanti censiti